# Блъдс
Bloods („Блъъдс“, от „blood“- кръв) е улична банда от Лос Анджелис, Калифорния.
Бандата е широко известна за враждата си с Crips. Членовете на бандата се различават от другите, по червения цвят който носят, както и по някои символи и знаци. Bloods се състои от различни отделни групи, наречени „сетове“, които могат да се различават по цвят, начин на обличане, операции и политически идеи. От създаването си, членове на Bloods има почти навсякъде в САЩ.

## История
Причината за създаването на Bloods, е най-вече за да могат по-малките банди от Лос Анджелис, да се предпазят от нарастващото влияние на Crips.
Вечната война между Bloods и Crips, започва през 70-те години на 20 век, когато Pirus street gang- силен сет на Crips, се откъсват от тях, след като членове на синята банда ограбват и убиват цивилни на тяхна територия. Pirus street обявяват война, но бързо разбират, че сините ги превъзхождат по брой. Свикано е събрание на лидерите, на всички банди, които са набелязани от Crips, като Lueders Park Hustlers, L.A. Brim, the Bishops и Athens Park boys. На събранието е решено да се създаде нов съюз, който да включва всички тези независими банди. Така е създадена бандата Bloods. Тъй като враговете им често използват синьо, за да се отличават от останалите, бандите в новия съюз, решават да носят противоположния цвят – червено.
По време на популяризирането на крека, бандата започва да се занимава с продукция на наркотици. В днешно време, много от сетовете на Bloods по източното крайбрежие на Щатите, са свързани с нова банда, на име United Blood Nation.

## Членове
Известни членове на бандата Bloods, са:
- Лил Уейн – East side Bloods
- Suge Knight – Mob Piru Bloods
- The Game- Westside Piru Bloods
- DJ Quik – Compton Tree Top Piru Bloods
- Hi C – Compton Tree Top Piru Bloods
- Mausberg – Campanella Park Piru Bloods
- Mack 10 – Queen St Inglewood Bloods
- All Frum Tha I – Inglewood Bloods
- Tha Relativez – Inglewood Family Bloods
- The Roaddawgs – Inglewood Family Bloods
- Tha Realest – Compton Piru Bloods
- Top Dogg – Compton Piru Bloods
- G.P. – Compton Piru Bloods
- B-Real – 89th Street Family Bloods
- Sinister – 89th Street Family Bloods
- Terror Twinz – Pacioma Piru Bloods
- O.F.T.B. – Bounty Hunter Bloods
- Nuttz – Skyline Piru Bloods
- 2nd II None – Elm Street Piru Bloods
- Boo-Ya Tribe – West Side Piru Bloods
- Lil' Hawk – Crenshaw Mafia Gangsta Blood
- Big Wye – Crenshaw Mafia Gangsta Blood
- Damu Ridaz – Denver Lane Bloods
- Sen Dog – Bloods
- Cardi B
- 6ix9ine